# Domus Sanctae Marthae

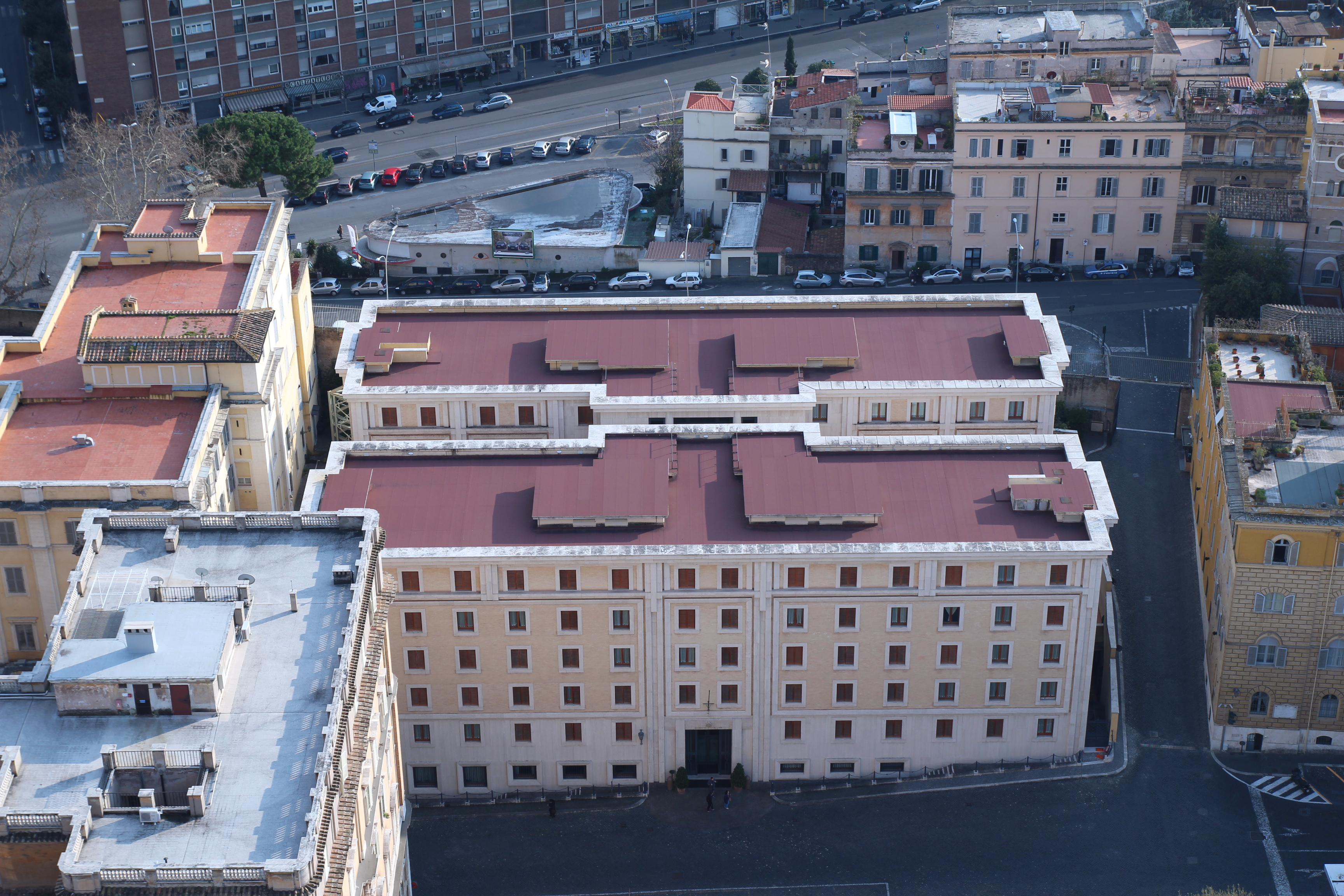
Domus Sanctae Marthae betraktad från Peterskyrkan.

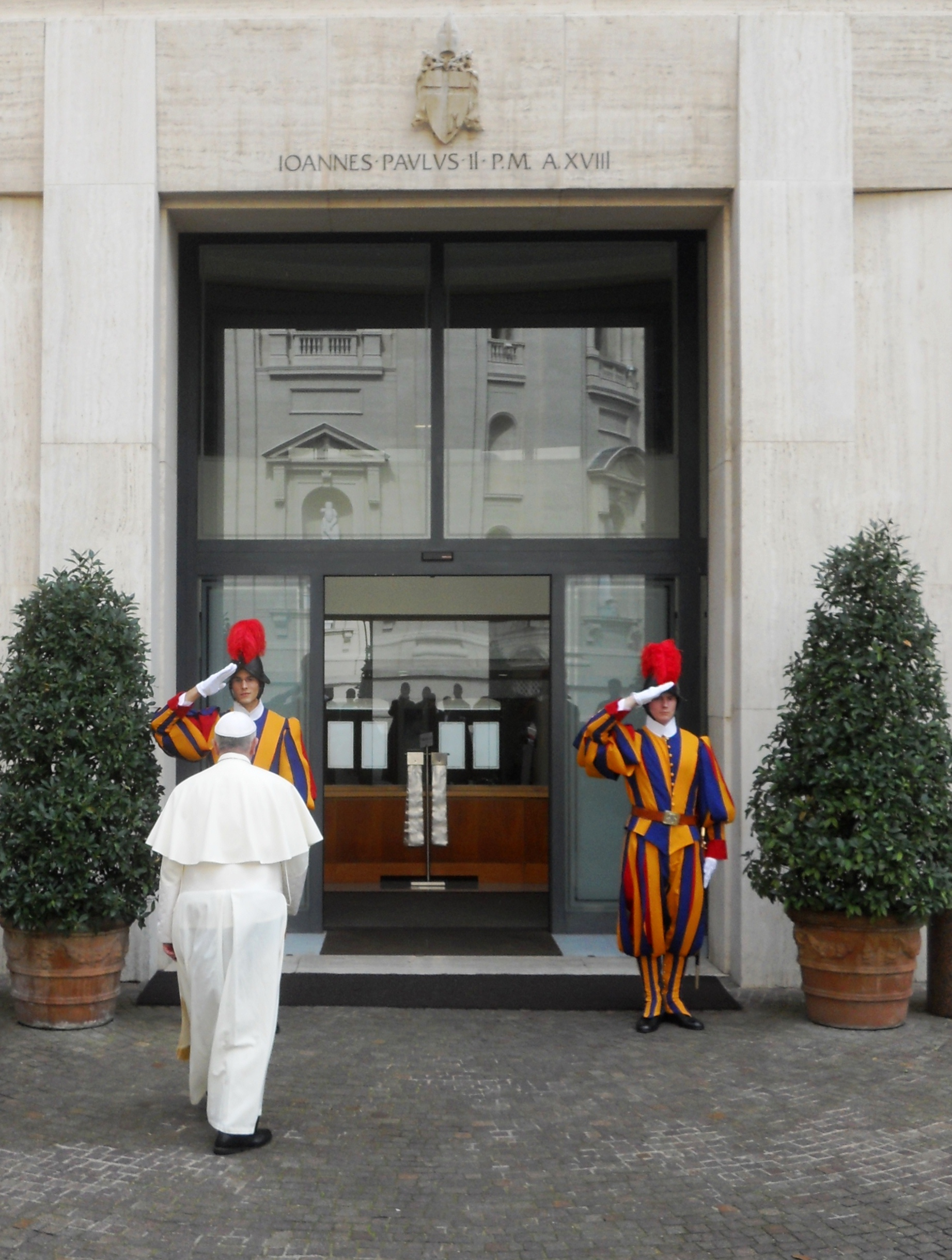
Påve Franciskus går in i Domus Sanctae Marthae.

Domus Sanctae Marthae eller Casa Santa Marta (latin respektive italienska för 'Sankta Martas hus') är en byggnad i anslutning till Peterskyrkan i Vatikanstaten. Byggnaden, som färdigställdes 1996 under påve Johannes Paulus II, är uppkallad efter den nytestamentliga kvinnan Marta som var syster till Lasaros och Maria från Betania. För närvarande fungerar byggnaden som tillfällig bostad för präster som gästar Vatikanstaten, liksom för kardinalkollegiet när den samlas för konklaven som ska välja en ny påve.
Påve Franciskus valde efter konklaven 2013 att bo kvar i Domus Sanctae Marthae trots att han valts till påve. Hans sovrum var utrustat med ett stående träkrucifix och en liten staty föreställande Nuestra Señora de Luján, en gestaltning av jungfru Maria som är skyddshelgon för bland annat Argentina. Sovrummet bevakades av Schweizergardet. Franciskus blev därmed den förste påven efter Pius X som valde att inte bo i Apostoliska palatset.